# Gran Premi de Mònaco del 2012
El Gran Premi de Mònaco de Fórmula 1 de la temporada 2012 s'ha disputat al Circuit de Montecarlo, del 25 al 27 de maig del 2012.

## Resultats de la qualificació
| Pos                                   | No | Pilot              | Constructor           | Part 1      | Part 2   | Part 3      | Sortida |
| ------------------------------------- | -- | ------------------ | --------------------- | ----------- | -------- | ----------- | ------- |
| 1                                     | 7  | Michael Schumacher | Mercedes GP           | 1:15.873    | 1:15.062 | 1:14.301    | 61      |
| 2                                     | 2  | Mark Webber        | Red Bull-Renault      | 1:16.013    | 1:15.035 | 1:14.381    | 1       |
| 3                                     | 8  | Nico Rosberg       | Mercedes GP           | 1:15.900    | 1:15.022 | 1:14.448    | 2       |
| 4                                     | 4  | Lewis Hamilton     | McLaren-Mercedes      | 1:16.063    | 1:15.166 | 1:14.583    | 3       |
| 5                                     | 10 | Romain Grosjean    | Lotus F1 Team-Renault | 1:15.718    | 1:15.219 | 1:14.639    | 4       |
| 6                                     | 5  | Fernando Alonso    | Ferrari               | 1:16.153    | 1:15.128 | 1:14.948    | 5       |
| 7                                     | 6  | Felipe Massa       | Ferrari               | 1:15.983    | 1:14.911 | 1:15.049    | 7       |
| 8                                     | 9  | Kimi Räikkönen     | Lotus F1 Team-Renault | 1:15.889    | 1:15.322 | 1:15.199    | 8       |
| 9                                     | 18 | Pastor Maldonado   | Williams-Renault      | 1:16.017    | 1:15.026 | 1:15.245    | 232     |
| 10                                    | 1  | Sebastian Vettel   | Red Bull-Renault      | 1:15.757    | 1:15.234 | Sense temps | 9       |
| 11                                    | 12 | Nico Hülkenberg    | Force India-Mercedes  | 1:15.418    | 1:15.421 |             | 10      |
| 12                                    | 14 | Kamui Kobayashi    | Sauber-Ferrari        | 1:15.648    | 1:15.508 |             | 11      |
| 13                                    | 3  | Jenson Button      | McLaren-Mercedes      | 1:16.399    | 1:15.536 |             | 12      |
| 14                                    | 19 | Bruno Senna        | Williams-Renault      | 1:15.923    | 1:15.709 |             | 13      |
| 15                                    | 11 | Paul di Resta      | Force India-Mercedes  | 1:16.062    | 1:15.718 |             | 14      |
| 16                                    | 16 | Daniel Ricciardo   | Toro Rosso-Ferrari    | 1:16.360    | 1:15.878 |             | 15      |
| 17                                    | 17 | Jean-Éric Vergne   | Toro Rosso-Ferrari    | 1:16.491    | 1:16.885 |             | 16      |
| 18                                    | 20 | Heikki Kovalainen  | Caterham-Renault      | 1:16.538    |          |             | 17      |
| 19                                    | 21 | Vitali Petrov      | Caterham-Renault      | 1:17.404    |          |             | 18      |
| 20                                    | 24 | Timo Glock         | Marussia-Cosworth     | 1:17.947    |          |             | 19      |
| 21                                    | 22 | Pedro de la Rosa   | HRT-Cosworth          | 1:18.096    |          |             | 20      |
| 22                                    | 25 | Charles Pic        | Marussia-Cosworth     | 1:18.476    |          |             | 21      |
| 23                                    | 23 | Narain Karthikeyan | HRT-Cosworth          | 1:19.310    |          |             | 22      |
| temps de la regla del 107% : 1:20.697 |    |                    |                       |             |          |             |         |
| 24                                    | 15 | Sergio Pérez       | Sauber-Ferrari        | Sense temps |          |             | 243     |
| Font:                                 |    |                    |                       |             |          |             |         |

Notes:
^1  — Michael Schumacher ha estat penalitzat amb 5 posicions a la graella de sortida per col·lisionar amb Bruno Senna a l'anterior GP (GP d'Espanya).
^2  — Pastor Maldonado ha estat penalitzat amb 10 posicions a la graella de sortida per col·lisionar amb Sergio Pérez als entrenaments lliures. També ha estat penalitzat amb 5 posicions per canviar la caixa de canvi.
^3  — Sergio Pérez no va fer cap temps per un accident als entrenaments, tanmateix els comisaris el van deixar competir perquè havia marcat temps competitius als entrenaments lliures. Després de les penalitzacions de Maldonado havia de sortir en 23ºlloc però també va ser penalitzat per canviar la caixa de canvi, sortint finalment en última posició

## Resultats de la Cursa
| Pos   | No | Pilot              | Constructor           | Voltes | Temps / Retirada        | Pos.Sortida | Punts |
| ----- | -- | ------------------ | --------------------- | ------ | ----------------------- | ----------- | ----- |
| 1     | 2  | Mark Webber        | Red Bull-Renault      | 78     | 1h 46' 06. 557          | 1           | 25    |
| 2     | 8  | Nico Rosberg       | Mercedes GP           | 78     | + 0.643 s               | 2           | 18    |
| 3     | 5  | Fernando Alonso    | Ferrari               | 78     | + 0.947 s               | 5           | 15    |
| 4     | 1  | Sebastian Vettel   | Red Bull-Renault      | 78     | + 1.343 s               | 9           | 12    |
| 5     | 4  | Lewis Hamilton     | McLaren-Mercedes      | 78     | + 4.101 s               | 3           | 10    |
| 6     | 6  | Felipe Massa       | Ferrari               | 78     | + 6.195 s               | 7           | 8     |
| 7     | 11 | Paul di Resta      | Force India-Mercedes  | 78     | + 41.537 s              | 14          | 6     |
| 8     | 12 | Nico Hülkenberg    | Force India-Mercedes  | 78     | + 42.562 s              | 10          | 4     |
| 9     | 9  | Kimi Räikkönen     | Lotus F1 Team-Renault | 78     | + 44.036 s              | 8           | 2     |
| 10    | 19 | Bruno Senna        | Williams-Renault      | 78     | + 44.516 s              | 13          | 1     |
| 11    | 15 | Sergio Pérez       | Sauber-Ferrari        | 77     | + 1 Volta               | 24          |       |
| 12    | 17 | Jean-Éric Vergne   | Toro Rosso-Ferrari    | 77     | + 1 Volta               | 16          |       |
| 13    | 20 | Heikki Kovalainen  | Caterham-Renault      | 77     | + 1 Volta               | 17          |       |
| 14    | 24 | Timo Glock         | Marussia-Cosworth     | 77     | + 1 Volta               | 19          |       |
| 15    | 23 | Narain Karthikeyan | HRT-Cosworth          | 76     | + 2 Voltes              | 22          |       |
| 16    | 3  | Jenson Button      | McLaren-Mercedes      | 70     | Col·lisió               | 12          |       |
| Ret   | 16 | Daniel Ricciardo   | Toro Rosso-Ferrari    | 65     | Direcció                | 15          |       |
| Ret   | 25 | Charles Pic        | Marussia-Cosworth     | 64     | Part electrica          | 21          |       |
| Ret   | 7  | Michael Schumacher | Mercedes GP           | 63     | Pressió del combustible | 6           |       |
| Ret   | 21 | Vitali Petrov      | Caterham-Renault      | 15     | Problemes Electrics     | 18          |       |
| Ret   | 14 | Kamui Kobayashi    | Sauber-Ferrari        | 5      | Col·lisió               | 11          |       |
| Ret   | 22 | Pedro de la Rosa   | HRT-Cosworth          | 0      | Col·lisió               | 20          |       |
| Ret   | 18 | Pastor Maldonado   | Williams-Renault      | 0      | Col·lisió               | 23          |       |
| Ret   | 10 | Romain Grosjean    | Lotus F1 Team-Renault | 0      | Col·lisió               | 4           |       |
| Font: |    |                    |                       |        |                         |             |       |

## Classificació del mundial després de la cursa
| Pos | Pilot            | Punts |
| --- | ---------------- | ----- |
| 1   | Fernando Alonso  | 76    |
| 2   | Sebastian Vettel | 73    |
| 3   | Mark Webber      | 73    |
| 4   | Lewis Hamilton   | 63    |
| 5   | Nico Rosberg     | 59    |

| Pos | Constructor           | Punts |
| --- | --------------------- | ----- |
| 1   | Red Bull-Renault      | 146   |
| 2   | McLaren-Mercedes      | 108   |
| 3   | Ferrari               | 86    |
| 4   | Lotus F1 Team-Renault | 86    |
| 5   | Mercedes GP           | 61    |

- Nota: Només s'inclouen els 5 primers de cada classificació. Per veure-la completa aneu a Temporada 2012 de Fórmula 1

## Altres
- Pole: Mark Webber 1' 14. 381

- Volta ràpida: Sergio Pérez 1' 17. 296 (a la volta 49)